# Aníbal Núñez
Aníbal Núñez San Francisco (Salamanca, 1 de noviembre de 1944-Salamanca, 13 de marzo de 1987) fue un poeta, pintor y grabador español.

## Biografía
Hijo del fotógrafo José Núñez Larraz y de Ángela San Francisco, nació y se formó en Salamanca, su ciudad natal. Estudió Filología moderna en la Facultad de Filosofía y Letras de la Universidad de Salamanca; posteriormente fue alumno de la Escuela de Nobles y Bellas Artes de San Eloy y de la Escuela de Artes y Oficios. Escribió numerosos libros de poesía y dejó una obra pictórica no menos abundante.
Hombre sumamente culto, sabía expresarse en dos lenguajes artísticos —uno plástico, otro poético— con gran soltura y conocimiento y supo reconocer en la traducción el mejor ejercicio para desarrollar la capacidad técnica del poeta. Tradujo, entre otros, a Propercio, Catulo y Rimbaud.
A pesar de la unidad y la innegable originalidad de su obra, el reconocimiento en vida fue muy parcial e intermitente: incluso habiendo publicado su segundo libro (Fábulas domésticas) por expreso deseo de Manuel Vázquez Montalbán en Ocnos (entonces una de las colecciones nacionales más prestigiosas), la crítica ignoró su trabajo. Aníbal Núñez tuvo problemas para publicar el resto de sus libros, y aquellos que cruzaban el umbral de lo inédito sufrían con frecuencia numerosas cortapisas y restricciones. Esta situación hizo que la mayoría de los libros que llegó a publicar hubieran sido escritos por el poeta muchos años antes. Hoy día, la crítica tiene grandes dificultades para encasillar su obra —cada vez más reconocida— en alguna de las tendencias de la poesía española contemporánea.

## Obra
Se puede decir, de manera general pero limitada, que la obra poética de Aníbal Núñez se articula sobre unos principios sustanciales; nos referimos a aquellos puntos en que la crítica incide y parece estar de acuerdo: la disociación entre realidad y sentido, la concepción de su creación como una obra abierta, y la disolución de la historia en el lenguaje poético.
- con Ángel Bolívar: 29 poemas, 1967
- Fábulas domésticas, 1972
- Naturaleza no recuperable, 1972-1974
- Estampas de ultramar, 1974
- Definición de savia, 1974
- Casa sin terminar, 1974
- Figura en un paisaje, 1974
- Taller del hechicero, 1979
- Cuarzo, 1981
- Trino en estanque, 1982
- Primavera soluble, 1978-1985
- Alzado de la ruina, 1983
- Clave de los tres reinos, 1986
- Cristal de Lorena, 1987

Póstumamente:
- Obra poética completa en dos volúmenes (Edición de Fernando R. de la Flor y Esteban Pujals Gesalí. Madrid, Hiperión, 1995).
- Cartapacios [1961-1973], 2007. (Inéditos manuscritos; ed. a cargo de R. de la Flor y Germán Labrador)